# Кироча
Кироча — село в Шилкинском районе Забайкальского края России в составе сельского поселения «Чиронское».

## География
Находится в южной части района на правом берегу реки Онон на расстоянии примерно 30 километров (по прямой)  на юг-юго-запад от города Шилка.

## Климат
Климат резко континентальный с длительной недостаточно снежной зимой и более коротким, теплым, неравномерно увлажненным летом. Зима длится от начала октября до конца марта – начала апреля. Средняя температура воздуха в январе колеблется от -25°С до -29°С. Зима малоснежная. Мощность снежного покрова колеблется от 10-15 см (на пониженных местах) до 20 см (в горах). Лето короткое (от 100 до 115 дней), начинается в конце мая и продолжается до начала сентября. Во второй половине лета выпадает основное количество осадков теплого периода (до 60-80% от годовой суммы), а на реках образуются паводки, иногда переходящие в наводнения. Средние температуры июля составляют +18°С, +20°С, а их максимум может достигать +40°С. Переходные сезоны года короткие (от 35 до 40 дней), при этом для весны характерна ветреная погода.
Часовой пояс
Село Кироча находится в часовой зоне МСК+6. Смещение применяемого времени относительно UTC составляет +9:00.

## История
Официальная дата основания села 1894 год. По другим данным образовано ранее 1722 крестьянами, подведомственными Нерчинскому Успенскому мужскому монастырю. В 1893 проживало 675 чел., размещалась Свято-Никольская церковь. В 1894 году из села выделился новый населенный пункт село Усть-Ага. В советское время работал колхоз «Память Ленина».

## Население
Постоянное население составляло 153 человек в 2002 году (русские 100%), 133 человека в 2010 году.

## Инфраструктура
Сельскохозяйственное предприятие "Чирон". Имеется школа, библиотека и фельдшерско-акушерский пункт. 